# STS-41-G
STS-41-G (Space Transportation System-41-G) var Challengers sjette rumfærge-mission.
Opsendt 5. oktober 1984 og vendte tilbage den 13. oktober 1984.

## Besætning
- Robert Crippen (kaptajn)
- Jon McBride (pilot)
- Kathryn Sullivan (missionsspecialist)
- Sally Ride (missionsspecialist)
- David Leestma (missionsspecialist)
- Marc Garneau (Canadian Space Agency)
- Paul Scully-Power (oceanograf fra US Naval Undersea Warfare Center)

## Missionen
Hovedartikler: